# Henri Curiel

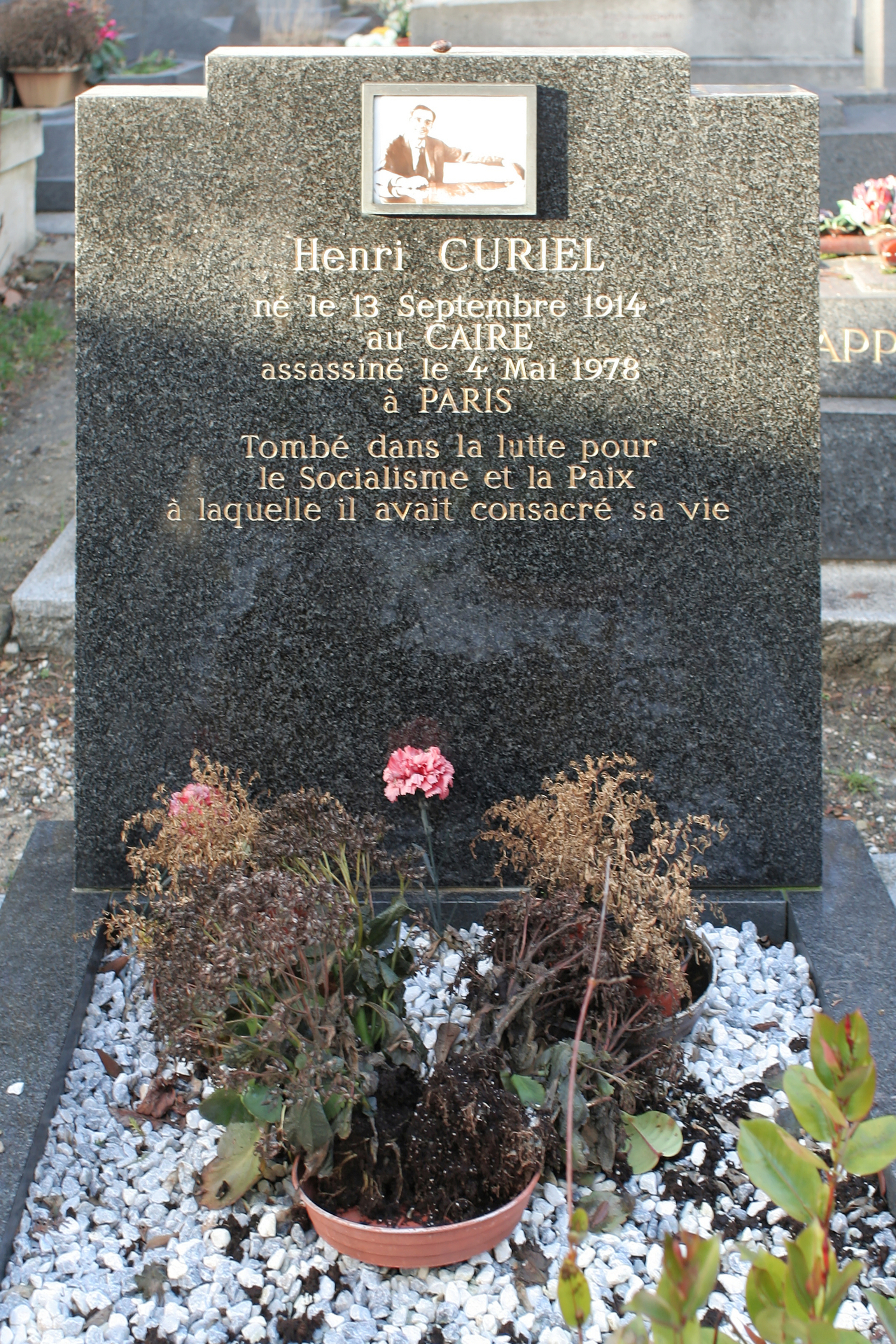
Grabstein, Père-Lachaise

Henri Curiel (* 13. September 1914 in Kairo, Khedivat Ägypten; † 4. Mai 1978 in Paris) war ein ägyptischer Kommunist.

## Leben
Henri Curiel wurde in eine wohlhabende jüdische Familie in Ägypten geboren. In den 1940er Jahren gehörte er zu den Gründern der kommunistischen Bewegung am Nil. Er wurde 1950 unter König Faruq ausgebürgert und aus Ägypten ausgewiesen. Sein Sohn Alain Gresh wurde dort 1948 geboren und wuchs bei der Mutter auf.
Curiel unterstützte in Frankreich die algerische Befreiungsbewegung Front de Libération Nationale. 1962 gründete er die Organisation Solidarité zugunsten antifaschistischer und antikolonialer Bewegungen im Globalen Süden und versuchte den Friedensdialog zwischen Palästinensern und Israelis anzuregen. Er initiierte in den 1970er Jahren mit dem zur Friedensbewegung übergewechselten israelischen General Mattityahu Peled und Vertretern der PLO die geheimen „Conversations de Paris“. Von palästinensischer Seite kam Issam Sartawi (auch Issam Sartaoui) zu den Gesprächen. Sartawi wurde im April 1983 bei einem Attentat der Gruppe um Abu Nidal getötet. Die Ermordung von Henri Curiel in Paris ist unaufgeklärt geblieben. Er war ein Cousin des britischen Spions George Blake.

## Biographie
- Gilles Perrault: Un homme à part. Barrault, Paris 1984.